# Michel Calonne
Pour les personnes ayant le même patronyme, voir Calonne.
 (août 2019).
Michel Calonne, né le 28 mars 1927 à Grenoble et mort le 4 mars 2019 à Henrichemont, est un écrivain et comédien français.

## Biographie

### Carrière
A vingt ans, Michel Calonne s'inscrit à La Sorbonne et à l'école Charles-Dullin. Il se forme dans diverses compagnies de théâtre (parmi lesquelles celles de Jeanne Hamelin, André Reybaz, marionnettes de Gaston Baty...) et rencontre Paul Claudel, Audiberti, Ghelderode ou Boris Vian. 
En 1975, Pif Gadget publie les épisodes d'une bande dessinée intitulée Corsaire Julien, dont le héros emprunte l'apparence de Julien Clerc. Ces récits, scénarisés par Michel Calonne sous le pseudonyme d'O'Clann, sont dessinés par Alexis. Ils offrent un mélange d'« aventure, fantaisie et fantastique ». La même année, la rédaction de Pif Gadget lui confie la scénarisation de l'adaptation BD de la série télévisée américaine Mannix, dessinée par José de Huéscar.
Revenu à son métier de comédien en 1992, il joue six saisons au Théâtre Saint-Marie d'En-bas de Grenoble, notamment des pièces de Jean Tardieu, Samuel Beckett, Ramuz, et plus récemment Arrabal. 
Il réalise des lectures publiques de ses nouvelles (Le Sac à histoires) et de ses poèmes (Ping-Poèmes, avec la complicité de Jean-Pierre Chambon), ainsi qu'une représentation à une voix de ses Chroniques de la destruction de Paris, poème « épique »[réf. nécessaire]. 
Il est l'animateur de Bacchanales, revue de la Maison de la poésie Rhône-Alpes pendant cinq ans et écrit également des pièces dramatiques pour la radio et la télévision[réf. nécessaire].
Michel Calonne meurt le 4 mars 2019 à Henrichemont,.

### Vie privée
Il s'est marié et a eu quatre enfants[réf. nécessaire].

## Récompenses
Le prix Jean-Giono lui a été décerné en 1991 pour son roman Les Enfances.

## Œuvres
- Le Plus Jeune fils de l'écureuil (nouvelles), éditions Robert Laffont, 1958.
- Une folie au bord de la mer (roman), éditions Robert Laffont 1960.
- Corsaire Julien (scénario de la bande dessinée, dessinateur : Alexis, 44 planches parues dans Pif Gadget), 1976
- Hurleville (roman), Éditions Jean-Claude Lattès, 1981.
- Les Enfances (roman), Éditions Viviane Hamy, 1990, (prix Jean-Giono 1991).
- Un silex à la mer (poèmes), Gallimard, 1991, (prix Heredia de l’Académie française 1992).
- L'Arbre jongleur (poèmes), Maison de Poésie Fondation Émile Blémont/Presses universitaires de Nancy, 1993, (prix Verlaine).
- Les Angelicos (théâtre), L'Harmattan, 1997.
- Le Bonbonnier, Pré carré, 2003.
- Chroniques de la destruction de Paris : poème en dix-huit scènes, 2009.
- Le banquet des ombres - tome 1 (nouvelles) : Edilivre, 2014.